# Mussanjemaatu
Mussanjemaatu (en canarés: ಮುಸ್ಸಂಜೆ ಮಾತು) es una película de romance de la India de 2008 protagonizada por Sudeep y Ramya. La película fue dirigida por Mussanje Mahesh. La película es producida por Suresh Jain. La música de la película se lanzó el 4 de abril de 2008. La película se estrenó el 16 de mayo de 2008 en India. Se estrenó en los Estados Unidos y en Toronto el 30 de noviembre de 2008. [4] La película se rehízo en bengalí como Achena Prem, que se estrenó el 8 de julio de 2011.

## Argumento
La película gira en torno a la vida de un Radio Jockey, Pradeep (Sudeep), que dirige un programa de radio llamado "Mussange Maathu" para personas deprimidas. Tanu (Ramya) es una chica deprimida que llega a Bangalore para vivir con su amiga (Anu) y encontrar una nueva vida. Un día llama al programa de radio de Pradeep y queda muy impresionada por su sugerencia.
Mientras tanto, Pradeep y su equipo salen a las calles de Bangalore para recaudar fondos, para ayudar a un enfermo. Allí, se encuentra con Tanu y ambos se hacen buenos amigos, con el paso de los días.
En realidad, Pradeep ha estado enamorado de Tanu desde el primer momento en que la vio en un viaje en tren de Hubli a Bangalore. Sin embargo, ella no se da cuenta de su amor por ella y está a punto de casarse con otra persona. Si Pradeep es capaz de expresar su amor forma el resto de la historia.

## Reparto
- Sudeep como Pradeep
- Ramya como Tanu
- Anu Prabhakar como Shwetha
- Arya como Sangeetha
- Ramesh Bhat como Tanu's father
- Sumithra como Pradeep's mother
- Padma Vasanthi como Tanu's mother
- Meghashree Bhagavatar
- Mandya Ramesh como Ramesh
- Gangavathi Pranesh como Pranesh
- Krishnegowda M. N. como radio station head
- Yathiraj como Yathi
- Honnavalli Krishna como Kalappa
- M. S. Umesh
- Neenasam Ashwath como Ranganna
- Mussanje Mahesh
- Ravitheja
- Vardhan Theerthahalli
- Mahendra
- Shiv Naik (Kanakapura)

## Banda sonora
V. Sridhar compuso la partitura de fondo de la película y la música de su banda sonora, quien también escribió la letra de tres pistas; Kaviraj, Revanna, V. Manohar, Bhaskar Gubbi y Ram Narayan escribieron la letra de una pista cada uno. El álbum de la banda sonora consta de ocho pistas.
| N.º   | Título              | Escritor(es)  | Cantante(s)                | Duración |  |
| 1.    | «Enaagali»          | V. Sridhar    | Sonu Nigam                 | 5:56     |  |
| 2.    | «Akasha Bhoomi»     | V. Sridhar    | Shreya Ghoshal             | 4:33     |  |
| 3.    | «Anuraga Aralo»     | Kaviraj       | Karthik                    | 5:38     |  |
| 4.    | «Hethavala Muddu»   | Revanna       | Nanditha                   | 2:42     |  |
| 5.    | «Kaddalu Manasanna» | V. Manohar    | Kunal Ganjawala            | 4:54     |  |
| 6.    | «Mussanje Mathali»  | Bhaskar Gubbi | Hemanth Kumar              | 3:02     |  |
| 7.    | «Ninna Nodalentho»  | Ram Narayan   | Sonu Nigam, Shreya Ghoshal | 4:46     |  |
| 8.    | «Oh Hrudaya»        | V. Sridhar    | Udit Narayan               | 5:08     |  |
| 36:39 |                     |               |                            |          |  |

## Premios y nominaciones
| Premio                    | Categoría                          | Nominado        | Resultado | Ref.  |
| ------------------------- | ---------------------------------- | --------------- | --------- | ----- |
| 56° Filmfare Awards South | Mejor cantante masculino - canarés | Sonu Niigaam    | Ganador   | [ 6 ] |
| 56° Filmfare Awards South | Mejor cantante femenina - canarés  | Shreya Ghoshal  | Ganadora  | [ 6 ] |
| 56° Filmfare Awards South | Mejor director - canarés           | Mussanje Mahesh | Nominado  | [ 7 ] |
| 56° Filmfare Awards South | Mejor actor - canarés              | Sudeep          | Nominado  | [ 7 ] |
| 56° Filmfare Awards South | Mejor actriz - canarés             | Ramya           | Nominada  | [ 7 ] |
| 56° Filmfare Awards South | Mejor actriz de reparto - canarés  | Anu Prabhakar   | Nominado  | [ 7 ] |
| 56° Filmfare Awards South | Mejor director musical - canarés   | V. Sridhar      | Nominado  | [ 7 ] |
| 56° Filmfare Awards South | Mejor cantante masculino - canarés | Kunal Ganjawala | Nominado  | [ 7 ] |
| 56° Filmfare Awards South | Mejor cantante femenina - canarés  | Shreya Ghoshal  | Nominada  | [ 7 ] |
| 56° Filmfare Awards South | Mejor letrista - canarés           | Ramnarayan      | Nominado  | [ 7 ] |
| 56° Filmfare Awards South | Mejor letrista - canarés           | V. Sridhar      | Nominado  | [ 7 ] |

## Adaptación
Mussanje Maatu se ha rehecho en bengalí con el nombre de Achena Prem, que se estrenó el 8 de julio de 2011. Sorprendentemente, el hecho de que se trata de una nueva versión de la película en kannada no se ha mencionado ni en el sitio web oficial de Achena Prem ni en otros Reseñas/artículos en Internet. Todas las canciones en canarés se han conservado en la versión bengalí. La versión bengalí de la canción "Enagali Munde Saagu Nee" es "Kar Mone te ki Swopno Thake" y "Ninna Nodalento" es "Tomake Bhebe Mon" y están disponibles en YouTube.
- Datos: Q6943089

1. ↑  «Review: Mussanje Maathu». www.rediff.com. Consultado el 20 de octubre de 2022.
2. ↑  «Movie Review:Mussanje Mathu». web.archive.org. 21 de octubre de 2012. Archivado desde el original el 21 de octubre de 2012. Consultado el 20 de octubre de 2022.
3. ↑  «chitraloka.com | Kannada Movie News, Reviews | Image - Home». www.chitraloka.com. Consultado el 20 de octubre de 2022.
4. ↑  «Chirag Entertainers». web.archive.org. 23 de diciembre de 2008. Archivado desde el original el 23 de diciembre de 2008. Consultado el 20 de octubre de 2022.
5. ↑  Mussanjemaatu (Original Motion Picture Soundtrack) by V. Sridhar (en inglés británico), 4 de abril de 2008, consultado el 20 de octubre de 2022.
6. 1 2  «Moggina Manasu bags five Filmfare awards - Oneindia Entertainment». 12 de enero de 2014. Archivado desde el original el 12 de enero de 2014. Consultado el 20 de octubre de 2022.
7. 1 2 3 4 5 6 7 8 9  «56th Idea Filmfare Awards Nominations». www.reachouthyderabad.com. Consultado el 20 de octubre de 2022.
8. ↑  «Achena Prem (2011)-Bengali Movie Review – Calcutta Tube». www.google.com. Consultado el 20 de octubre de 2022.
9. ↑  «Unable to select database». www.washingtonbanglaradio.com. Archivado desde el original el 20 de octubre de 2022. Consultado el 20 de octubre de 2022.
10. ↑  «Achena Prem 2011 Movie Reviews, Users & Critics Latest Reviews On Achena Prem bengali Movie». 11 de agosto de 2016. Archivado desde el original el 11 de agosto de 2016. Consultado el 20 de octubre de 2022.